# Circolo Sportivo Italiano
O Circolo Sportivo Italiano Societa Canottieri "Italia"', é um clube peruano da cidade de Lima, fundado em 1917que desenvolve as modalidades do futebol, basquetebol e voleibol, sendo nesta última  bicampeão do Campeonato Peruano (Série A), mas o clube tem praticantes de paleta frontón, bilhar, bocha, natação. tênis e esgrima..

## Histórico
Fundado pela colônia italiana visando oferecer o esporte a diáspora italiana no Peru e seus descendentes, competindo em muitas modalidades, entre os fundadores estavam Antonio D’Onofrio e mais sessenta e cinco sócios. Estes construíram as quadras de  ténis em 1925. Inauguraram um estádio com capacidade de 20 000 expectadores, sendo que em fevereiro de 1930 inauguraram a iluminação do mesmo, ocorrendo a inauguração do ginásio fechado em 1945 e da sede social, sendo que neste mesmo ano o time de basquetebol realizou uma homenagem pela contribuição ao esporte. Em 18 de maio de 1950 ocorre a inauguração do local fechado para bocha, na época considerado o melhor do continente. Em março de 1966 ocorre a construção das piscinas do clube.A sede iniciou a construção em 1974 e concluíram em 27 de agosto de 1978.
Em 1986 ocorreu a fusão entre o Circolo Sportivo Italiano e Societa Canottieri Italia, quando reuniram-se na Sociedade Peruana Italiana, e de acordo com os estatutos, passou a ter o nome de Circolo Sportivo Italiano - Societa Canottieri Italia, acrescenta a Sede Social de frente ao mar no La Punta (distrito).

### Futebol
O trabalhado desenvolvido pelo clube foi muito expressivo quando o disputou a elite do Campeonato Peruano desde 1926 terminando na sétima posição, época que a Federação Peruana de Futebol (FPP) iniciou a organizá-lo, ainda terminou na terceira colocação em 1927, quinto lugar em 1928, mais tarde chega a final pela primeira vez e sagrando-se vice-campeão no ano de 1929, com apenas a diferença de um ponto do time campeão, o Club Universitario de Deportes, décima colocação em 1931, oitava posição em 1932 e em 1933 e nesta divisão permaneceu até o ano de 1934 quando ocorreu a dissolução, na época disputou tres partidas e ocorreu a desfiliação da FPP, terminando em nono luga. Na década de 90 inscreveu-se na Liga Distrital de Futebol de San Isidro para participar da Copa Peru, em 1997 inaugura a iluminação do campo.A maior goleada sofrida ocorreu em 1932 no confronto com Federación Universitaria de Fútbol pelo placar de 8-0, já a maior goleada realizada pelo clube ocorreu em 11 de abril de 2012 diante do Apremasur , cujo placar foi de 10-1, entre os jogadores que se destacaram eram Tulio Quiñones e Jorge Pardón García.

### Voleibol
O departamento de voleibol conquistou primeiro título da Liga Nacional Superior de Voleibol (LNSV) na temporada 2003-04, na jornada seguinte terminou em terceiro, repetindo o posto na temporada 2007-08, obtendo o bicampeonato na temporada de 2008-09 ao derrotar o Deportivo Géminis, e o quarto lugar na temporada 2009-10.
Finalizou na oitava posição na fase classificatória da LNSV 2018-19 e avançou a grande final após eliminar nas quartas de final o então líder da citada fase Regatas Lima e nas semifinais passou pela Universidad César Vallejo.

## Futebol

### Títulos e resultados conquistados
Campeonato Peruano de Futebola Peru
- Vice-campeão : 1929
- Terceiro posto : 1927

Liga Distrital de Futebol de San Isidro
- Vice-campeão :2013

## Voleibol feminino

### Títulos e resultados conquistados
Campeonato Sul-Americano de Clubes
Liga Nacional Superior de Voleibol (LNSV)
- Campeão :2003-04[6],2008-09[6]
- Terceiro posto :2004-05[6],2007-08[4]
- Quarto posto :2009-10[5]